# 인터넷 접속

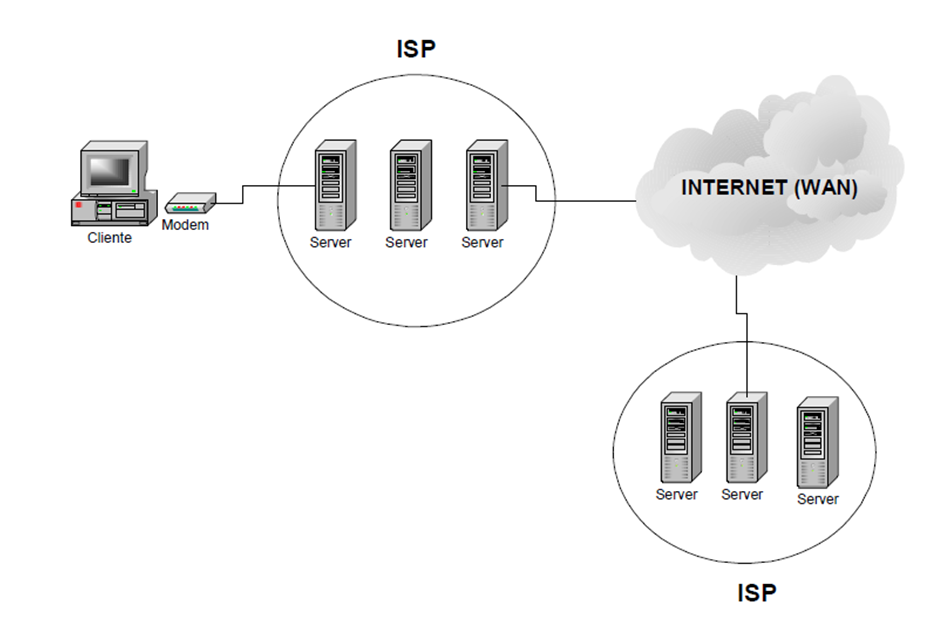

인터넷 접속은 컴퓨터 터미널, 컴퓨터, 모바일 장치를 이용하여, 가끔은 컴퓨터 네트워크를 통해 개인이나 단체가 인터넷에 접속하는 과정이다. 인터넷 서비스 제공자(ISP)는 다양한 범위의 데이터 시그널링 레이트(속도)를 제공하는 여러 기술을 통해 인터넷 접속을 제공한다.

## 초고속 인터넷
초고속 인터넷은 ADSL 등을 이용하여 1Mbps 이상의 속도를 내는 인터넷을 말한다. ISDN을 이용하여 전자의 2배의 속도를 내던 서비스는 '고속 인터넷'이라고 한다. 과거 PC통신 시절에는 섀넌의 채널 용량에 따른 이론적 한계 64Kbps에 가까운 56K까지 낼 수 있었다.
대한민국에서는 국민의 정부 출범 이후 초고속인터넷 설치 계획이 발표되었고, 1999년 4월 1일 하나로통신(현 SK브로드밴드)에서 ADSL 첫 상용서비스를 시작했다. 정부의 국민PC 국책사업 실시로 인해 컴퓨터가 저가의 가격으로 보급되었고, 초고속인터넷의 보급과 함께 시작된 스타크래프트 등 여러 PC 게임의 인기로 초고속인터넷은 빠른 속도로 보급되어 2002년까지 초고속 인터넷 가입자 1000만명을 돌파하였다.<ref>권상희. IT오피니언 리더 "차기 대통령에 바란다". 대한민국에서 초고속 인터넷을 서비스하고 있는 기업은 SK브로드밴드, LG유플러스, KT 등이 있다.

### 초고속 인터넷의 종류
- ADSL
- VDSL
- FTTH
- 케이블 모뎀

## 같이 보기
- 인터넷 접속 속도에 따른 나라 목록